# Кальне (Стрийський район)
Ка́льне — село в Україні, у Стрийському районі Львівської області. Населення становить 243 особи. Орган місцевого самоврядування - Славська селищна рада.

## Географія
Селом тече річка Плав'є.

## Населення
Згідно з переписом УРСР 1989 року чисельність наявного населення села становила 195 осіб, з яких 86 чоловіків та 109 жінок.
За переписом населення України 2001 року в селі мешкали 243 особи.

### Мова
Розподіл населення за рідною мовою за даними перепису 2001 року:
| Мова       | Відсоток |
| ---------- | -------- |
| українська | 99,59 %  |
| білоруська | 0,41 %   |

## Релігійні споруди
У селі розташована церква Вознесіння Господнього (дерев'яна) 1820 року будівництва та дзвіниця 1837 року.